# パラダイス (カリフォルニア州)
パラダイス（英: Paradise）は、アメリカ合衆国カリフォルニア州ビュート郡にある町である。シエラネバダ山脈の麓、セントラルバレーの北西部に位置している。人口は4,764人（2020年）。町は、2018年の山火事「en:Camp Fire (2018)」で壊滅的な被害を受けた。人口は2万6218人（2010年）から大幅に減少した。

チコ市の東16km、州都サクラメント市の北137kmに位置している。チコ都市圏に属している。

## 歴史
パラダイスに最初の郵便局が設立されたのは1877年だった。1911年に暫く閉鎖されたが、その年の後半に再設立され、オーロフの郵便局が閉鎖された。町としては1979年に法人化された。ビュート郡鉄道が長年山岳部の鉱山や製材所との間に列車を運行した。
土地の伝説では、町に「ペア・オ・ダイス・サルーン」（ダイスはサイコロ、"dice"）があったので、これが訛ってパラダイスとなったとされている。この説は、1900年の鉄道地図で "Paradice" と掲載されていることからも支持されている。しかし、民俗学者で、都市伝説のサイトSnopes.comの共同創業者バーバラ・マイケルソンはそのような説を裏付ける文書が無いこと、さらに地図の綴りがどのように作られたか説明が無いと主張している。近くのオーロビル市の市長だったジーン・シルバはサルーンの話は嘘であると述べ、本当の由来はその高祖父であるウィリアム・ピアース・レナードが1864年の夏の日に町の名前を付けたとしている。レナードはサクラメント・バレーから暑く埃っぽい日に馬でこの町に来た。労働者が休憩しているときに自分の製材所に到着し、「涼しく清澄な空気を深く吸って、『やあ、ここは天国だ』と叫んだ」としている。しかし、マイケルソンは、シルバの説明も「歴史をおもしろくする作り話」である可能性があると考えたが、町は住むには快適な場所なのでそう名付けられたと推量している。
2006年8月、カリフォルニア州健康計画開発局は「フェザー川病院（北緯39度45分25秒 西経121度34分16秒 / 北緯39.75694度 西経121.57111度）」を、基本救急医療を伴う総合救急医療病院に指定した。
2008年6月、「フンボルト山火事」と名付けられた山火事が発生し、チコとパラダイスの間、22,800エーカー (92 km2) の土地を焼いた。パラダイス南西部の住人9,300人が避難して火事の収まるのを待った。同年7月にもキャンプファイア山火事と呼ばれる山火事で、パラダイスの北側、フェザー川のある谷を焼いた。このときも数千人が非難したが、火事は川の手前で止まった。
2018年11月、山火事「en:Camp Fire (2018)」が発生し、町の建物の9割を焼失した。死者は85人。

## 地理
パラダイスの町は、両側に谷のある幅広い山地に広がっている。これらの谷は東のフェザー川西支流と、西のビュート・クリークによって形成された。その地域には北の未編入の町マガリアや、さらに北スターリングシティのような小さな町を含んでいる。地名情報システムに拠れば、標高は1,778フィート (542 m) である。チコ市の東約8マイル、オーロビル市の北10マイル (16 km) に位置している。
アメリカ合衆国国勢調査局に拠れば、市域全面積は18.322平方マイル (47.455 km2)、このうち陸地は18.308平方マイル (47.418 km2)、水域は0.014平方マイル (0.037 km2)で水域率は0.08％である。
土壌は大半が水はけの良い赤みがかった褐色ローム層であり、所により砂利が混じり、深くなるにつれて粘土ロームあるいは粘土に変わっていく場合が多い。この土壌は火山性材料の上に堆積した。パラディソが町で最も普通に見られる土壌である。

## 人口動態
- 国勢調査（2010-2020）[4]

## 教育
パラダイスの公共教育はパラダイス統合教育学区が管轄しており、学区内には小学校3校、中学校2校、高校2校がある。またチャータースクール（小中高各1校）もある。その他に独立系チャータースクールや私立学校もある。

## 交通
パラダイスの町では自動車を運転する以外に交通の手段はほとんど無い。パラダイスとマガリア地域にはビュート郡交通が「Bライン」を運行している。ビュート・コミュニティカレッジも学生のためにバス便を運行している。パラダイス記念トレイルは舗装された歩道と自転車道であり、元は山に向かっていた鉄道線跡を使い町の中を走っている。しかしこの道に沿ってある地点は別として、町は丘陵性の地形であり、商業地域や大型土地の大空間と組み合わされて、徒歩や自転車で道を教えるのは難しい。また側道も無い。実際の所、町の上から下まで数時間で歩くこともできる。
パラダイスとチコ市を結ぶスカイウェイ道路は、セントラル・バレーにあるチコのカリフォルニア州道99号線で始まり、山に向かって4車線中央分離帯付きの道路でパラダイスに達する。町の中は4車線、分離帯無しの道路である。さらに山中のマガリアへは2車線となり、北の多くの小村に続いている。オーロビル市とは州道191号線、別名クラーク道路で繋がれている。
パラダイス・スカイパーク (空港、FAA: Q88)は州道191号線に並行し、町の南北緯39度42分38秒 西経121度36分59秒 / 北緯39.71056度 西経121.61639度に位置している。

## メディア
- 「パラダイス・ポスト」、週3回発行の新聞

## その他
- 映画風と共に去りぬは、パラダイスのスターク・レーン近くで撮影された。
- ブライアン・クレインの連載漫画『ピックルス』2011年6月22日付けに、パラダイスが使われていた。
- パラダイス (小惑星) - 発見者シェルテ・ジョン・バスの両親が本市在住であったことから命名された[11]。

### 著名な出身者
- トム・セレック、俳優、マガリアのさらに山側にあるデ・サブラに住居がある
- カーラ・グギノ、女優、4歳の時に腎臓手術をした後パラダイスに住んだ[12]